# The Fugitive (film 1910)
The Fugitive è un cortometraggio muto del 1910 diretto da David W. Griffith e prodotto dalla American Mutoscope and Biograph Company. Distribuito nelle sale USA dalla General Film Company il 7 novembre 1910, il film - girato nello stato di New York a Fishkill - era interpretato da Kate Bruce, Edward Dillon e Edwin August.
Una storia sulla Guerra di Secessione: la sceneggiatura era di J. McDonagh e la fotografia di G.W. Bitzer.

## Produzione
Prodotto dalla Biograph Company, venne girato a Fishkill, nello stato di New York,

## Distribuzione
Il film - un cortometraggio di una bobina - uscì nelle sale cinematografiche statunitensi il 7 novembre 1910, distribuito dalla General Film Company. Copie del film sono conservate negli archivi della Library of Congress, negli archivi dell'International Museum of Photography and Film at George Eastman House e presso la Film Preservation Associates. Nel 2002, venne pubblicato dalla Kino Video che lo distribuì in DVD in un cofanetto che, insieme ad altri cortometraggi di Griffith, accompagnava il film La nascita di una nazione.

### Data di uscita
- USA 7 novembre 1910
- USA 10 dicembre 2002 DVD